# Можливість відповіді
Можливість відповіді — науково-фантастична повість українського радянського письменника Ігоря Росоховатського. Твір входить до циклу про синтетичних людей — сигомів, та до трилогії про сигома Юрія, хоча головним героєм повісті є інший сигом, не названий по імені, а сигом Юрій є епізодичним героєм повісті, що з'являється в кінці повісті, та передає своєму брату-сигому рівняння пульсації Всесвіту. Уперше твір опублікований у однойменній збірці творів письменника, яка вийшла друком у 1986 році у видавництві «Молодь». Частиною повісті є оповідання «Безсмертний», яке публікувалося окремо в 1982 році російською мовою в журналі "Искатель", а в 1983 році опубліковане українською мовою у збірці творів письменника «Зворотний зв'язок». У творі піднімаються низка моральних та етичних проблем, пов'язаних із створенням штучних розумних істот, а також, що є людина, і чим вона відрізняється від інших істот.

## Сюжет повісті
Повість розпочинається із прибуття до штучного підводного міста головного героя повісті — сигома, ім'я якого до кінця дії повісті не названо. По дорозі він вивчає підводний світ, одночасно роздумуючи про таємницю свого створення. По дорозі він знаходить на дні моря старовинний іспанський галеон, на якому перевозились до Європи скарби американських індіанців, у тому числі записи їх ієрогліфічним письмом старовинних легенд. Сигом перечитує їх, та дізнається, що в них описується прибуття до індіанців з моря бога Амангуапи, який дав їм велику кількість нових знань, проте пересвідчившись у тому, що люди ще не готові їх сприйняти, відбуває назад у морські глибини. Після прибуття до міста сигом знайомиться із професором Вєтровим та його дружиною Людмилою, яка ніби упізнала сигома, хоча вони раніше й не зустрічалися. Сигом має допомогти розслідувати таємничі зникнення людей із міста та незрозумілі аварії на захисних поверхнях та міських трубопроводах, під час яких у місці аварії з'являється таємнича тінь. Сигом проводить розслідування зникнення людей та дізнається, що причиною їх загибелі стали морські водорості, які створили колективний організм, що володів інтелектом. Проте під час розслідування зникнення людей гине чоловік Людмили професор Вєтров. Після повідомлення про загибель чоловіка Людмила просить сигома залишитись у підводному місті ще на деякий час, проте він відмовляє їй. Далі сигом прямує до індіанського племені імпунів, яке живе в умовах первіснообщинного ладу. По дорозі він рятує сина вождя племені на ім'я Касіт, який за згодою батька проти звичаїв племені вирішив викрасти для одруження дівчину із сусіднього племені для покращення спадковості у племені. Після цього сигом оселяється у племені, яке вважає його втіленням свого бога Еламкоатля. За короткий час у місці проживання племені з'являються білі, які знайшли в місці проживання племені родовища нафти.  Це різко змінює ритм життя племені, частина якого йде працювати до білих на бурові установки для добування нафти та поступово переймають звичаї та звички білих, а частину племені білі намагаються використати як біологічний матеріал для вірусологічних експериментів. Сигом визволяє ув'язнених для експериментів імпунів, і частина йде назад у джунглі, де один із воїнів оголошує себе вождем, попередньо вбивши старого вождя та його сина, оголосивши в племені боротьбу за повернення старовинних чистих звичаїв, незважаючи на заборону сигома робити це. Побачивши марність спроб щось змінити у племені, сигом покидає місця проживання імпунів. До цього він протягом короткого часу спілкується з Людмилою, яка підтверджує його здогад, що вона вважає, ніби вони були раніше знайомі, висловившись, що не бажає його повторної загибелі. Дорогою до імпунів сигом також виявив можливість передбачення появи смерчів за допомогою реєстрації ультразвуків, які виникають у місці його епіцентру внаслідок перепадів атмосферного тиску. Пізніше сигом дізнається, що в нього закладений генетичний матеріал сина його творця Михайла Дмитровича, який був нареченим Людмили і трагічно загинув під час наукового експерименту. Дорогою до свого творця сигом отримує сигнал від істоти, яка назвалася його братом (це й був сигом Юрій), який передає йому рівняння, на основі якого можна вивести формулу пульсації Всесвіту. Сигом прибуває до свого творця, проте застає його вже важко хворим. Він розповідає сигому про історію його створення, а той передає своєму творцю послання від свого побратима із глибин Космосу, зауваживши, що за допомогою цієї формули можна керувати усіма процесами на нашій планеті, у тому числі й життям та смертю і саме це, на його думку, було основним завданням створення сигомів.

## Переклади
Повість «Можливість відповіді» перекладена російською мовою, та надрукована у збірці «Понять другого», яка вийшла друком у видавництві «Радянський письменник» у 1991 році. Повість також перекладена англійською мовою, і вийшла друком у 1990 році у видавництві «Дніпро» в збірці творів автора «And Man Created Syhom» під цією ж назвою.